# Герб Кесовой Горы
Герб городского поселения «Кесова Гора» Кесовогорского района Тверской области Российской Федерации.
Герб утверждён в 1993 году.

## Описание герба
« В зелёном поле серебряная гора с тремя уступами, сопровождаемая тремя золотыми крестами. Щит обрамлён венком из золотых колосьев, перевитых лентой цветов флага России, и увенчан двухбашенной серебряной короны».

## Обоснование символики
Гласный герб.
Серебряная гора указывает на название посёлка — Кесова Гора.
Три креста символизируют историю посёлка, и факт объединения трёх сёл: Никольское, Рассудово и Киасова Гора в один населённый пункт — Кесова Гора.
Зелёное поле щита — символ процветания, плодородия и богатства края.

## История герба

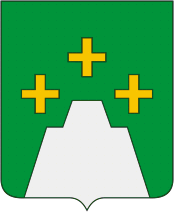
Герб Кесовогорского района (2001 год)

В 2001 году на базе герба посёлка городского типа Кесовая гора был утверждён герб Кесовогорского района, практически полностью повторяющий его композицию, но без внешних украшений герба - венка из золотых колосьев, перевитых лентой цветов флага России и серебряной короны.
Герб района был внесён в Государственный геральдический регистр Российской Федерации под регистрационным номером 753.